# Fatima Ibrahim Didi

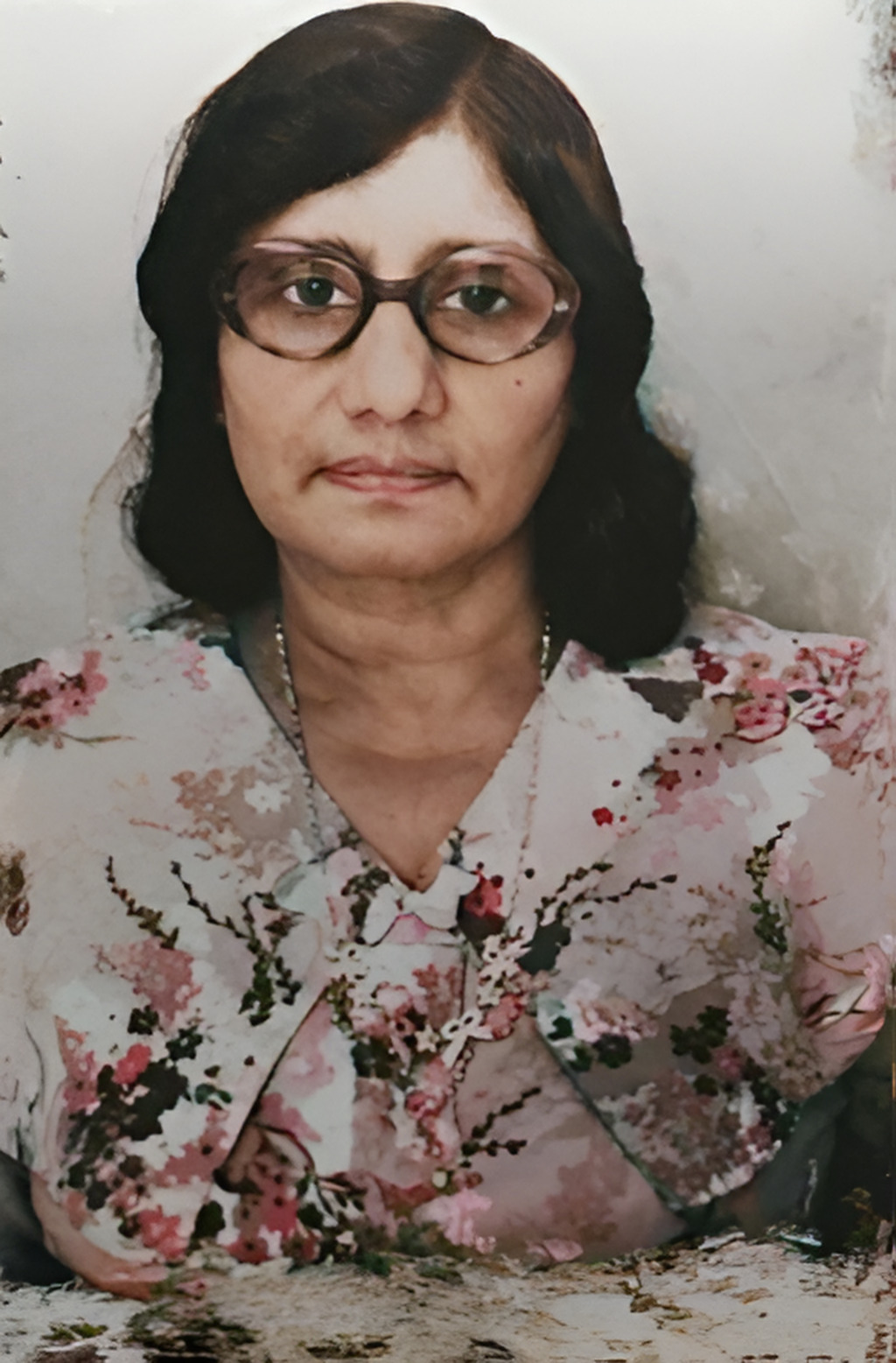
Fatima Ibrahim Didi

Fatima Ibrahim Didi (* 1918; † 2008) war eine maledivische Prinzessin und Politikerin, die zwischen 1953 und 1954 Präsidentin des Senats der Malediven war.

## Biografie
Die als Prinzessin Fatima Tuttu Goma geborene war die Tochter von Prinzessin Gulistan, der Tochter des Sultans der Malediven, sowie von Al-Amir Ibrahim Fa’amuladeri Kilegefa’anu, einem Mitglied des Regentschaftsrates von 1943 bis 1953.
Als ihr nach einem mehrjährigen Interregnum 1953 der Thron angeboten wurde, schlug sie ihre Kandidatur wegen der Kritik des von Abdullah Jalal ud-din geführten Klerus aus. Nach der anschließenden Ausrufung der Republik am 1. Januar 1953 übernahm sie das Amt der Präsidentin des Senats und übte dieses Amt bis zum Ende der Republik und der Wiedereinführung des Sultanats am 7. März 1954 aus. Ihr Vater war während dieser Zeit als Ekgamuge Ibrahim Ali Didi Premierminister und behielt dieses Amt noch bis zum 12. September 1957.
Fatima Ibrahim Didi war verheiratet mit Ahmed Zaki, der zwischen 1972 und 1975 letzter Premierminister der Malediven sowie zwei Mal Ständiger Vertreter bei den Vereinten Nationen war.